# 水野優
水野 優（みずの ゆう）は、日本のAV女優。
身長:165cm。スリーサイズ:B85(D-70)・W60・H86。

## 略歴
2008年にAVデビュー。

## 出演作品
2008年
- 貞操観念ゼロ あぶない人妻（3月25日、現映社）
- 私は痴女 人妻編 奥さん!可愛いオ○コやね（4月11日、クリスタル映像）他出演:坂上友香、押切あやの、堀越香奈、倉本まりこ
- LOTION （4月30日、フォーエバー）共演:高坂保奈美、北崎未来
- 人妻大衆ソープ 10 ～中出し編～（4月30日、フォーエバー）他出演:松嶋ルリ、松浦ユキ、くれは沙弥
- 美人教師 暴行現場 33（5月16日、クリスタル映像）他出演:桜井京香、ささきふう香、中村綾乃、春川はるな
- 人妻デリバリー 11（5月16日、クリスタル映像）他出演:吉咲みなみ、山口玲子、沢田祐理子、高坂保奈美、夏目葉子
- FETISH DANCE ～長身美女の黒皮ロングブーツ～（5月19日、AVS）
- 素人マダムズ [LEVEL A] 其の三十七（5月23日、ジャパンホームビデオ）他出演:山口美花、神野美緒、堀口奈津美、大河内さなえ
- 美人妻厳選 回春エステサロン盗撮（5月23日、映天）他出演:坂本梨沙、高坂保奈美、鈴木葵、牧野遥
- 人妻ナンパ198（5月27日、シュガーワークス）
- PANTYHOSE（5月29日、ティファコーポレーション）オムニバス作品
- まさか叔母ちゃんに筆下ろしされるとは… 16（6月13日、東京音光）共演:稲森さやか
- フェラコレ 熟女編 2 31人のフェラマダム（6月14日、隼エージェンシー）他30名出演
- ボディコン、お立ち台で踊ってた女たち 4（6月15日、ジャネス）共演:堀越香奈
- 出張マッサージ師になりすまして美淑女の顔に勃起チ○ポを押し付けたら何回もヤられた VOL.1（6月19日、DANDY）オムニバス作品
- 美熟女たちのセンズリ鑑賞 其の参（6月20日、OFFICE K'S）他出演:牧野遥、高坂保奈美、坂本梨沙
- 下着試着室 人妻編（6月26日、ティファコーポレーション）…オムニバス作品
- ナース桃色診察室 3（6月28日、LEO）他出演:手塚ゆう美、新川舞美、松嶋ルリ
- 熟女フェチズム パンスト尻で卑猥なダンス 4（7月4日、映天）共演:堀越香奈
- 綺麗な兄嫁に中出し（7月8日、イエローダック）
- 極上手コキ vol.4（7月19日、ミスターインパクト）他出演:ほしのまき、麗花、辻本りょう、竹下あや、はるか悠、長谷川まり、綾瀬みゅう、七海りお、黒澤エレナ 他
- 奥様欲情日記 奥さん まっ白いスケベ汁が垂れてますよ 課長さんやめてッ 主人が向こうで寝てるのよ（7月21日、アテナ映像）他出演:芦屋朋美、名倉梨紗、関口梨乃
- 潮噴き妻中出し（7月22日、イエローダック）
- 美脚 女教師生徒指導（8月5日、フリーダム）他出演:高坂保奈美、大友唯愛、吉澤レイカ
- 美人女教師 説教強制手淫（8月5日、フリーダム）他出演:高坂保奈美、大友唯愛、吉澤レイカ
- 美人女教師体罰指導（8月5日、フリーダム）他出演:高坂保奈美、大友唯愛、吉澤レイカ
- 昼下がりの淫ら妻 28（8月8日、クリスタル映像）他出演:菊川れみ、松嶋ルリ、長谷川千穂、水嶋怜
- 美熟女の視線にさらされながらせんずりさせられた僕 vol.2（8月8日、オールドソルジャー）他出演:吉澤レイカ、大友唯愛、高坂保奈美、若槻尚美 他
- 人妻たちの転落人生、生まれて初めての風俗面接。 4（8月9日。ラハイナ東海）他出演:高坂保奈美
- 奥さんに怒られオナニー（8月9日、ラハイナ東海）オムニバス作品
- ベランダでセックスしたがる昼下がりの団地妻（8月21日、Hunter）オムニバス作品
- 非合法人身売買組織 015（9月5日、ゴーゴーズ）
- 生まれて初めて風俗店に面接を申し込んだ人妻たち 第4章（9月5日、映天）オムニバス作品
- 美熟女アロマ羞恥マッサージ（9月6日、ラハイナ東海）オムニバス作品
- 色狂い人妻のナヨ男喰い（9月6日、ラハイナ東海）オムニバス作品
- 団地妻 愛欲に濡れ続ける3時間（9月12日、ビッグモーカル）他出演:堀口奈津美、天海ゆり、松浦ユキ、藤咲飛鳥、はるか悠
- 人妻心理カウンセリング盗撮（9月13日、ラハイナ東海）
- 人妻 盗撮 マンションの隣に住む人妻を盗撮し続けた男の記録（9月13日、カルマ）オムニバス作品
- チョットそこのお嬢さん見て触って これが野外シコらせの限界! 赤面続出! お千擦り箱くんがイク! 2（9月18日、Hunter）…オムニバス作品
- マンズリしながら精液を欲する人妻たち（9月20日、ラハイナ東海）オムニバス作品
- 素人 熟女ゴロシ 6（10月9日、ディープス）他出演:夏目葉子、坂上えりか
- 中出し人妻暴行 膣で罰を受ける人妻たち3時間（10月10日、ビッグモーカル）他出演:高坂保奈美、艶堂しほり、堀口奈津美、村上涼子
- 若妻狙い 温泉旅館出張性感マッサージ 9（11月22日、ラハイナ東海）オムニバス作品

2009年
- お受験ママ 裏口入学の実態 VOL.02（1月10日、ラハイナ東海）オムニバス作品 他出演:高橋れん
- 女子アナオナニー映像高価買取ます（1月10日、ラハイナ東海）オムニバス品
- お母さんとの情事 ～手コキ、フェラ、SEX編～（1月10日、映天）他出演:ほしの菜実恵、望月ゆみ、柿木真緒、木村雅子、坂本梨沙、澤村美香

　他